# Доллар Намибии
Намиби́йский до́ллар — денежная единица государства Намибия с 15 сентября 1993 года.
Один намибийский доллар состоит из 100 центов. Международное обозначение — NAD.

## История
На территории Германской Юго-Западной Африки официально в обращении использовалась германская марка. С началом Первой мировой войны был начат выпуск местных денежных знаков — марки Германской Юго-Западной Африки. После оккупации в 1915 году Юго-Западной Африки войсками Южно-Африканского Союза в обращении стал использоваться фунт стерлингов, но использование марки продолжалось, с 1916 по 1918 выпускались частные денежные знаки (марка Юго-Западной Африки).
С 1922 года в обращении — южноафриканский фунт, заменённый в 1961 году на южноафриканский рэнд.
В 1990 году, после провозглашения независимости Намибии, был создан Банк Намибии. В 1993 году введена национальная валюта — доллар Намибии, равный южноафриканскому рэнду. Выпуск банкнот Намибии в обращение начат в сентябре 1993 года, монет — 8 декабря 1993 года.

## Монеты

### Циркуляционные монеты
Выпуск монет в обращение начат 8 декабря 1993 года. В обращении находятся монеты номиналом 5, 10, 50 центов, 1 и 5 долларов.
На аверсе монет изображён герб и название государства, год чеканки. На реверсе — номинал, солярный орнамент и объект природы Намибии.
| Изображение | Изображение | Номинал    | Материал             | Диаметр (мм) | Толщина (мм) | Масса (г) | Гурт                 | Реверс              | Годы выпуска                       |
| ----------- | ----------- | ---------- | -------------------- | ------------ | ------------ | --------- | -------------------- | ------------------- | ---------------------------------- |
|             |             | 5 центов   | сталь, плак. никелем | 16,9         | 1,2          | 2,2       | гладкий              | Aloe littoralis     | 1993 2002 2007 2009 2012 2015      |
|             |             | 10 центов  | сталь, плак. никелем | 21,5         | 1,3          | 3,4       | гладкий              | Acacia erioloba     | 1993 1996 1998 2002 2009 2012      |
|             |             | 50 центов  | сталь, плак. никелем | 24           | 1,45         | 4,43      | прерывисто- рубчатый | Алоэ дихотомическое | 1993 1996 2008 2010                |
|             |             | 1 доллар   | бронза               | 22,6         | 1,9          | 5         | рубчатый             | Орёл-скоморох       | 1993 1996 1998 2002 2006 2008 2010 |
|             |             | 5 долларов | бронза               | 24,9         | 1,8          | 6,22      | рубчатый             | Орлан-крикун        | 1993 2012 2015                     |

### Памятные монеты
С 1995 года выпускаются памятные монеты из различных материалов (медно-никелевый сплав, серебро, золото) номиналом в 1, 5, 10, 20 и 100 долларов. В 1999 и 2000 годах выпущены стальные 5 центов, посвящённые FAO.

## Банкноты
В 1990 году были подготовлены образцы банкнот в 2, 5, 10 и 20 калахаров Резервного банка Намибии, но они не были утверждены, центральный банк был создан с иным названием, а денежная единица Намибии получила название «доллар».

### Банкноты образца 1993—1996 годов
Первые банкноты Намибии номиналом 10, 50 и 100 долларов были выпущены в 15 сентября 1993 года. В 1996 году банкнотный ряд пополнился номиналами 20 и 200 долларов аналогичного дизайна, которые содержали ряд дополнительных защитных элементов. Впоследствии банкноты номиналом 10, 50 и 100 намибийских долларов были модернизированы и стали включать те же элементы. Обозначение года выпуска на всех банкнотах отсутствовало.
| Банкноты образца 1993—1996 годов | Банкноты образца 1993—1996 годов | Банкноты образца 1993—1996 годов | Банкноты образца 1993—1996 годов | Банкноты образца 1993—1996 годов | Банкноты образца 1993—1996 годов | Банкноты образца 1993—1996 годов | Банкноты образца 1993—1996 годов |
| Изображения                      | Изображения                      | Номинал (долларов)               | Размеры (мм)                     | Основные цвета                   | Описание                         | Описание                         | Годы печати                      |
| Лицевая сторона                  | Оборотная сторона                | Номинал (долларов)               | Размеры (мм)                     | Основные цвета                   | Лицевая сторона                  | Оборотная сторона                | Годы печати                      |
| -------------------------------- | -------------------------------- | -------------------------------- | -------------------------------- | -------------------------------- | -------------------------------- | -------------------------------- | -------------------------------- |
|                                  |                                  | 10                               | 129×70                           | синий голубой                    | Портрет Хендрика Витбоя          | Два спрингбока                   | 1993                             |
|                                  |                                  | 10                               | 129×70                           | синий голубой                    | Портрет Хендрика Витбоя          | Два спрингбока                   | 2001 2003                        |
|                                  |                                  | 20                               | 134×70                           | коричневый оранжевый             | Портрет Хендрика Витбоя          | Стадо каам                       | 1996 2002                        |
|                                  |                                  | 50                               | 140×70                           | зелёный серый                    | Портрет Хендрика Витбоя          | Семейство больших куду           | 1993                             |
|                                  |                                  | 50                               | 140×70                           | зелёный серый                    | Портрет Хендрика Витбоя          | Семейство больших куду           | 1999 2003                        |
|                                  |                                  | 100                              | 147×70                           | красный розовый                  | Портрет Хендрика Витбоя          | Стадо ориксов                    | 1993                             |
|                                  |                                  | 100                              | 147×70                           | красный розовый                  | Портрет Хендрика Витбоя          | Стадо ориксов                    | 1999 2001 2003                   |
|                                  |                                  | 200                              | 152×70                           | фиолетовый коричневый            | Портрет Хендрика Витбоя          | Стадо лошадиных антилоп          | 1996 2003                        |

### Банкноты образца 2011—2012 годов
С 2011 года начали выпускаться модифицированные банкноты, на которых добавлялись новые средства защиты от подделок. На банкнотах новых образцов указан год выпуска. Старые банкноты остаются в обращении наравне с новыми и изымаются по мере износа.
| Банкноты образца 2011—2012 годов | Банкноты образца 2011—2012 годов | Банкноты образца 2011—2012 годов | Банкноты образца 2011—2012 годов | Банкноты образца 2011—2012 годов | Банкноты образца 2011—2012 годов            | Банкноты образца 2011—2012 годов | Банкноты образца 2011—2012 годов |
| Изображения                      | Изображения                      | Номинал (долларов)               | Размеры (мм)                     | Основные цвета                   | Описание                                    | Описание                         | Годы печати                      |
| Лицевая сторона                  | Оборотная сторона                | Номинал (долларов)               | Размеры (мм)                     | Основные цвета                   | Лицевая сторона                             | Оборотная сторона                | Годы печати                      |
| -------------------------------- | -------------------------------- | -------------------------------- | -------------------------------- | -------------------------------- | ------------------------------------------- | -------------------------------- | -------------------------------- |
|                                  |                                  | 10                               | 129×70                           | голубой                          | Портрет Сэма Нуйомы и здание парламента     | Стадо спрингбоков                | 2012 2013 2015 2021 2025         |
|                                  |                                  | 20                               | 134×70                           | оранжевый                        | Портрет Сэма Нуйомы и здание парламента     | Стадо каам                       | 2011 2013 2015 2018 2022         |
|                                  |                                  | 50                               | 140×70                           | зелёный                          | Портрет Хендрика Витбоя и здание парламента | Семейство больших куду           | 2012 2016 2019 2025              |
|                                  |                                  | 100                              | 147×70                           | розовый                          | Портрет Хендрика Витбоя и здание парламента | Стадо ориксов                    | 2012 2018 2023                   |
|                                  |                                  | 200                              | 152×70                           | фиолетовый                       | Портрет Хендрика Витбоя и здание парламента | Стадо лошадиных антилоп          | 2012 2015 2018 2022              |

## Режим валютного курса
Курс доллара Намибии привязан к южноафриканскому рэнду (код ISO 4217 — ZAR) в соотношении 1:1.